# Piper nematanthera
Piper nematanthera är en pepparväxtart som först beskrevs av Friedrich Anton Wilhelm Miquel, och fick sitt nu gällande namn av C. Dc.. Piper nematanthera ingår i släktet Piper och familjen pepparväxter. Utöver nominatformen finns också underarten P. n. sagotii.